# Тонкосемянник метловидный
Тонкосемя́нник метлови́дный (лат. Leptospermum scoparium, маори mānuka) — вид цветковых растений рода Тонкосемянник (Leptospermum) семейства Миртовые (Myrtaceae).

## Ботаническое описание

### Вегетативные органы
Кустарник или дерево до 8 м высотой. Ветви и молодые листья более или менее густо покрыты серебристым опушением, а со старых частей растения кора облезает полосами. Древесина прочная и твёрдая.
В основном сидячие, жёсткие, тёмно-зелёные, ароматные, остроконечные, прямостоячие или горизонтально располагающиеся листья бывают двух типов (на одном растении присутствуют листья только одного типа): узколанцетные или овальные с сердцевидным основанием, 4—12 (редко 20) мм длиной и 1—4 мм шириной.
Кунцея вересковидная (Kunzea ericoides), или канука — близкий родственник тонкосемянника метловидного. Эти растения можно различить по их листьям: у первого вида они мягкие, у второго — жёсткие.

### Генеративные органы
Цветки, как правило, располагаются одиночно в пазухах листьев, иногда на концах ветвей, сидячие или на коротких цветоножках. Цветки до 2 см в диаметре, имеют широкие чашевидные венчики с треугольными, рано опадающими чашелистиками. Распростёртые лепестки округлой формы, около 6 мм длиной, белые, изредка розовые. Цветение с сентября по февраль.
Тычинок около 20; их тычиночные нити значительно тоньше столбика. Завязь верхняя, гладкая.
Плод — деревянистая коробочка размером 3—7×4—10 мм, находится вне чашечки.

## Распространение и местообитание
Тонкосемянник метловидный родом из Новой Зеландии и юго-востока Австралии (Тасмания, Виктория, Новый Южный Уэльс). В Новой Зеландии этот вид произрастает от низин до субальпийского пояса в различных местообитаниях, особенно на открытых склонах, речных берегах, окраинах лесов и кустарниковых зарослей.
Тонкосемянник метловидный — очень выносливое растение, для роста ему нужно очень мало питательных веществ. Тем не менее, несмотря на большую устойчивость, ему необходима влажная почва. Кроме того, он совершенно не выносит тени.
Идеальные условия для тонкосемянника метловидного встречаются на Северном острове Новой Зеландии, его основном месте произрастания.

## Трофические связи
Желтолобый прыгающий попугай (Cyanoramphus auriceps), новозеландский горный прыгающий попугай (Cyanoramphus malherbi) и краснолобый прыгающий попугай (Cyanoramphus novaezelandiae) используют листья и кору тонкосемянника метловидного для избавления от паразитов. Кроме того, что они заглатывают листья, они также разжёвывают их, смешивают с секретом копчиковой железы и наносят смесь на свои перья.

## Хозяйственное значение и применение
Джеймс Кук во время своей экспедиции заваривал листья тонкосемянника метловидного, получая подобие чайного напитка.
Древесина этого растения часто используется для изготовления рукояток инструментов. Опилки применяют при копчении мяса и рыбы для придания пище приятного аромата.
В Новой Зеландии тонкосемянник метловидный выращивают для получения особого мёда, а также для медицинских целей. Растение содержит эфирные масла, обладающие антибактериальным и противовоспалительным эффектом. Благодаря эфирным маслам его также используют в ароматерапии. Мёд этого растения показал себя эффективным против Helicobacter pylori, поэтому его применяют для лечения язв и кожных болезней.
Было выведено множество садовых сортов тонкосемянника метловидного, следующие из них получили премию AGM Королевского садоводческого общества:
| - 'Kiwi' - 'Nichollsii Nanum' | - 'Red Damask' - 'Silver Sheen' |

## Синонимика
- Leptospermum bullatum Fitzh.
- Leptospermum floribundum Salisb., nom. illeg.
- Leptospermum humifusum A.Cunn. ex Schauer
- Leptospermum linifolium (Sol.) Dum.Cours., nom. illeg.
- Leptospermum multiflorum Cav.
- Leptospermum nichollsii Dorr.Sm.
- Leptospermum obliquum Colla
- Leptospermum oxycedrus Schauer
- Leptospermum pungens Otto & A.Dietr., nom. illeg.
- Leptospermum scoparium var. bullatum Rehder
- Leptospermum scoparium var. confertifolium S.Schauer
- Leptospermum scoparium var. eximea B.L.Burtt
- Leptospermum scoparium var. forsteri S.Schauer
- Leptospermum scoparium var. incanum Cockayne
- Leptospermum scoparium var. linearifolium Otto & A.Dietr.
- Leptospermum scoparium var. linifolium (Sol.) Dum.Cours.
- Leptospermum scoparium var. myrtifolium (Aiton) W.T.Aiton
- Leptospermum scoparium var. nichollsii (Dorr.Sm.) Ewart
- Leptospermum scoparium var. parvum Kirk
- Leptospermum scoparium var. prostratum Hook.f.
- Leptospermum scoparium var. sericeum Regel
- Melaleuca scoparia (J.R.Forst. & G.Forst.) L.f.
- Melaleuca tenuifolia J.C.Wendl.
- Philadelphus floribundus Usteri ex Roem.
- Philadelphus scoparius Aiton
- Philadelphus scoparius var. linifolius Aiton[17]